# Баташев, Никита Михайлович
Ники́та Миха́йлович Ба́ташев (8 (20) сентября 1854 — 1927?) — русский военачальник, генерал-лейтенант, участник Русско-турецкой (1877—1878) и Первой мировой войн, а также Гражданской войны в России. Георгиевский кавалер.

## Биография
Из дворян Тульской губернии. Православного вероисповедания.
Окончил 1-ю Санкт-Петербургскую военную гимназию (1871) и 1-е военное Павловское училище (1873), откуда был выпущен прапорщиком в 33-ю артиллерийскую бригаду. Участник русско-турецкой войны 1877—1878 годов.
В 1887 году окончил Николаевскую академию Генерального штаба по 1-му разряду. Был причислен к Генеральному штабу, состоял при Киевском военном округе (1887).
Обер-офицер для особых поручений при штабе 12-го армейского корпуса (07.12.1887—04.09.1889). Обер-офицер для особых поручений при штабе 9-го армейского корпуса (04.09.1889—21.04.1891); с 01.10.1889 по 01.10.1890 отбывал цензовое командование ротой в 132-м пехотном Бендерском полку (Киев).
Штаб-офицер для особых поручений при штабе Одесского военного округа (21.04.1891—18.07.1895); с 01.05.1894 по 01.09.1894 отбывал цензовое командование батальоном в 59-м пехотном Люблинском полку (Одесса).
Начальник штаба Очаковской крепости (18.07.1895—25.11.1898); начальник штаба 26-й пехотной дивизии (25.11.1898—04.07.1902).
Командир 152-го пехотного Владикавказского полка (04.07.1902—14.01.1905; Брест-Литовск).
Командир 1-й бригады 34-й пехотной дивизии (14.01.1905—19.07.1914); штаб дивизии находился Екатеринославе, где Баташев проживал с семьей в доме Абермет по ул. Воскресенской.

### Первая мировая война
Участник Первой мировой войны. С 19. 07.1914 — командующий 71-й пехотной дивизией. С 26.08.1914 — командующий (позже начальник) 34-й пехотной дивизии 7-го армейского корпуса 8-й армии Юго-Западного фронта.
Участник Галицийской битвы. Отличился в бою под Янчиным в ходе так называемой "Генеральской атаки".
Утром 17 (30) августа 1914 года части 7-го корпуса 8-й армии генерала Брусилова перешли в наступление у Гнилой Липы. Форсирование производилось в условиях отличной артиллерийской поддержки. Тем не менее, обнаружились и слабые места: наступление шло через болотистую долину и переправу, которая жестко обстреливалась. Необходимо было приободрить пехоту. Учитывая обстановку, командир 34-й пехотной дивизии генерал-лейтенант Баташев, проявляя беспредельный героизм, вышел вперед своих цепей и скомандовали «Вперед! В атаку!», увлекая солдат. Бойцы как один поднялись и неудержимо двинулись вперед. Никита Михайлович , раненный в лоб, выше глаза навылет, после перевязки продолжал идти в атаку…   Около версты шли вброд и по болоту через Гнилую Липу, ворвались в траншеи противника и захватили позицию. Было захвачено более 1000 пленных, знамя 50-го австрийского полка, много пулеметов.
 Вслед за успехом 34-й пехотной дивизии фронт противника был опрокинут к северу и югу от населенных пунктов Янчин — Болотня. Всё ринулось вперед, как поток, прорвавший плотину. Противник стал поспешно отходить в трудных условиях: днем под нашим натиском, неся огромные потери...
С 23 марта по 18 августа 1915 года командовал 8-м армейским корпусом От занимаемой должности отчислен в связи с болезнью (13.06.1915 эвакуирован в тульский госпиталь на лечение) и назначен в резерв чинов при штабе Киевского военного округа.
С 19.11.1915 — инспектор запасных частей Юго-Западного фронта; 27.05.1916 — назначен в резерв чинов при штабе Киевского военного округа.

### Гражданская война
В 1918 году служил в украинской гетманской армии. После отречения гетмана Скоропадского от власти, в конце 1918 года перешёл на сторону Добровольческой армии, участник Екатеринославского похода. Позже служил в войсках Юга России, командир пехотной части.
Дальнейшая судьба генерала Баташева доподлинно не известна. По некоторым данным, умер он в 1927 году.

## Чины
Юнкер (12.08.1871), портупей-юнкер (1872), прапорщик (10.08.1873), подпоручик (1874), поручик (1876), штабс-капитан (1878), капитан (1886), подполковник (1891), полковник (за отличие по службе, 1895), генерал-майор (за отличие по службе, 1905), генерал-лейтенант (за отличие по службе, 1914).

## Награды
- Ордена:
  - Св. Анны 4-й степени с надписью «За храбрость» (1877)
  - Св. Станислава 3-й степени (1881)
  - Св. Анны 3-й степени (1889)
  - Св. Станислава 2-й степени (ВП от 30.08.1894)
  - Св. Владимира 4-й степени с бантом (22.09.1898[15]), —  …за 25-летнюю в офицерских чинах беспорочную службу.
  - Св. Анны 2-й степени (ВП от 15.04.1899)
  - Св. Владимира 3-й степени (ВП от 13.10.1906)
  - Св. Станислава 1-й степени (ВП от 06.12.1909)
  - Св. Анны 1-й степени (ВП от 06.12.1913)
  - Св. Георгия 4-й степени (ВП от 07.10.1914), — …за то, что в сражении при реке Гнилой Липе 17-го августа 1914 года лично предводительствуя частями дивизии, под ружейным и пулеметным огнем, причем был ранен, атакой выбил противника из дер. Бржуховице, угрожавшего флангу дивизии, чем способствовал решительному успеху 2-х дневного боя 7-го армейского корпуса.
  - Св. Георгия 3-й степени (ВП от 02.01.1915), — …за то, что он в боях с 24-го по 30-е августа 1914 года под п. Городком, выйдя в первый день боя под сильным и действительным огнем противника вперед наших цепей, личным примером увлек остальных начальников и, несмотря на полученную контузию, перешел с дивизией в наступление, сломил сильный натиск превосходного в силах противника, овладел его позициями на правом берегу р. Верещицы и удержал их за собою в последующие дни боя, что обеспечило подход нашего корпуса к району, указанному ему командующим армией.
  - Св. Владимира 2-й степени с мечами (ВП от 01.05.1915)
- Наградное оружие:
  - Георгиевское оружие (ВП от 24.02.1915), — …за то, что с выдающимся мужеством и искусством руководил обходной колонной корпуса, результатом чего было окружение противника и захват его 20  орудий и 24 зарядных ящиков, а также рассеяние его сил больше дивизии.
- Медали:
  - «В память русско-турецкой войны 1877—1878» (серебряная; 1878)
  - «В память царствования императора Александра III» (1896)
  - «В память 300-летия царствования Дома Романовых» (1913)
- Знаки:
  - Знак Екатеринославского похода (1920)

## Семья
Жена —  Ольга Ивановна (урождённая Орлова, уроженка Киева) Супруги имели 9 детей.
Сыновья:
- Михаил Никитич Баташев (3 (15) марта 1883 — 1970) — Генерального штаба полковник (1917). Участник Первой мировой войны. О месте пребывании в годы Гражданской войны и об участии в ней нет сведений. После Гражданской войны, с 1921 года, служил в РККА. По состоянию на начало 1938 года — полковник, преподаватель Военно-воздушной академии им. Н. Г. Жуковского; был репрессирован, выжил. Похоронен в Алексинском районе Тульской области, рядом похоронена его внучка Миллионова (урождённая Баташева) Людмила Михайловна.
- Владимир Никитич Баташев (18 (30) июля 1885 — 1939)[17][18] — офицер-артиллерист, капитан (1916). Родился в Санкт-Петербурге, окончил Владимирский Киевский кадетский корпус (1903), Константиновское артиллерийское училище (1906; по 1-му разряду), Михайловскую артиллерийскую академию (1911; по 1-му разряду). Служил в 34-й артиллерийской бригаде 34-й пехотной дивизии (02.05.1906—10.08.1910), в 7-м мортирном артиллерийском дивизионе (числился с 10.08.1910 по 22.05.1911), в 1-й гренадерской артиллерийской бригаде, в Москве, (22.05.1911—02.08.1916; с 25.09.1912 — старшим офицером и заведывающим хозяйством 6-й батареи), командиром 1-й отдельной лёгкой батареи для стрельбы по воздушному флоту (02.08.1916—31.10.1916), помощником заведывающего средствами химической борьбы при Управлении инспектора артиллерии Западного фронта (с 31.10.1916). В июне 1916 года, за выслугу лет, был произведен в капитаны[19]. 
Удостоен орденов: Св. Анны 3-й степени (ВП от 19.11.1908), Св. Анны 2-й степени с мечами и Св. Станислава 2-й степени с мечами (ВП от 17.11.1914, страницы 20 и 22), мечами и бантом к ордену Св. Анны 3-й степени (ВП от 02.12.1915), Св. Владимира 4-й степени с мечами и бантом (утверждено ВП от 20.08.1916). 
Был женат на Ольге Васильевне, первенца назвали Владимиром; жили молодожены в Москве, на 1-й Тверской-Ямской, рядом с вокзалом. В начале Первой мировой войны штабс-капитан Владимир Баташев, в составе своей бригады, отбыл на фронт. Приехав на побывку, застал жену в объятиях другого, — собрал вещи и переехал на Миусы. Второй женой стала Антонина Князькова. От второго брака были дочь Вера Владимировна (Черкасова) (1922 — ???) и сын Борис (1928 — 1936, трагически погиб). У  Веры Владимировны в браке с Петром, родилось двое детей: Алла и Евгений. Алла Петровна Черкасова, по имеющейся информации, работала на центральном телевидении. Про Евгения Петровича Черкасова информация отсутствует. 
Владимир Никитич Баташев был человеком высокообразованным, имел две специальности — артиллерист и химик. При возникшем СССР, на кафедре Военной Академии Р.К.К.А. был специалистом по химической войне. Служба в академии свела его с теми, кто управлял армией и страной. Он близко сошёлся с Тухачевским. А вот с Буденным и Ворошиловым оказалось все сложнее. Он занимался отдельно с обоими по химии. С науками у обоих наркомов была беда. Человеком был не партийным, на призывы вступить в партию отвечал: "не хочу, кое с чем не согласен". Тогда "первый стрелок Красной армии" (Ворошилов) привел "шибко умного" Владимира в Георгиевский зал, и, показав золотом начертанное имя его отца, Георгиевского кавалера, спросил, пошевелив усами: – «А папаша-то твой царским, значит, генералом был? Ну-ну...». В 1930 году Владимир был арестован, перевезен на закрытую дачу под Москвой, писал какие-то научные работы. Когда научные работы были сданы, был выслан на Соловки, а потом в Бурятию, где ему пришлось переучиться на железнодорожника. В 1939 году его не стало.
- Сергей Никитич Баташев (1887 — ???) — офицер Русской императорской армии, штабс-капитан (1916). В 1909 году окончил Киевское военное училище и выпущен подпоручиком в 8-й Закаспийский стрелковый батальон[20], расквартированный в крепости Кушка. В ноябре того же года был переведен в Екатеринослав, в 133-й пехотный Симферопольский полк[21][22], входивший в состав 1-й бригады 34-й пехотной дивизии (бригадой в то время командовал его отец, генерал-майор Баташев Никита Михайлович). За выслугу лет в ноябре 1912 года был произведен в поручики[23], затем, в декабре 1916 года, — в штабс-капитаны[24]. Участник Первой мировой войны: в 1915—1916 годах был прикомандирован к 36-му пехотному запасному батальону (4-я армия), в ноябре 1916 года переведен в 466-й пехотный Малмыжский полк[25]. 19 июля 1917 года был контужен в бою[26]. Награждён орденами Св. Станислава 3-й степени (утверждено ВП от 24.12.1915) и Св. Анны 3-й степени (утверждено ВП от 20.01.1917). Участвовал в Белом движении на юге России, затем эмигрировал в Югославию, где и умер, не оставив детей.
- Николай Никитич Баташев (23 октября (4 ноября) 1897 — 22.05.1973)[27] — офицер военного времени, поручик (1919). Родился в Очакове (Одесский уезд, Херсонская губерния). Окончил Екатеринославское реальное училище, затем учился в Екатеринославском горном институте (институт не окончил в связи с досрочным призывом в армию). Участник Первой мировой войны. После окончания в декабре 1916 года в Киеве ускоренного курса Николаевского артиллерийского училища[28], в чине прапорщика служил в 48-й артиллерийской бригаде адъютантом 1-го дивизиона; с 11.09.1917 — в 16-й артиллерийской бригаде[29], подпоручик[30]. 
С конца 1918 года — в Добровольческой армии: участвовал в Екатеринославском походе, затем служил в 1-й батарее 4-й и 1-й батарее 34-й артиллерийских бригад; поручик (09.03.1919). С июля 1919 года — на бронепоезде «Коршун»; участник Бредовского похода. К 20.07.1920 эвакуирован в Югославию, затем вернулся в Крым, воевал в составе Русской армии на бронепоезде «Дроздовец», был трижды ранен. 
Эмигрировал в Югославию, окончил университет; доктор химии, член Общества офицеров-артиллеристов. В годы Второй мировой войны служил в Русском корпусе (артиллерийский взвод 4-й роты 1-го полка; до ноября 1942 — на бронепоезде в г. Лознице, до 1944 — командир отделения тяжёлых пулемётов 2-го батальона 2-го полка, затем в штабе корпуса). После 1945 года — в Германии, затем — в Бразилии. Умер в Сан-Паулу[31]. Жена — Ванда Ивановна; дочь (1922 — ???)[32].

Дочери:
- Евгения Никитична Баташева (1889 — ???) — эмигрировала во Францию, связь с ней потеряна. Муж — Кронид Ахаткин.
- Екатерина Никитична Баташева (1891 — 1966). Екатерина Никитична и её сестра Ольга Никитична волей судьбы оказались в "Ясной Поляне", скрываясь от "красного террора". Там Екатерина вышла замуж за Перуанского Петра Афонасьевича. Петр Афонасьевич являлся врачом (впоследствии заслуженный врач РСФСР), и был направлен на работу в город Дрезна, Московской области. У Петра и Екатерины в браке родилась дочь Ольга. У Ольги, в свою очередь, есть дочь Наталья Георгиевна Ципа (проживает в Одессе, Украина). Всю свою жизнь Екатерина и Петр прожили в городе Дрезна. Там и захоронены.
- Ольга Никитична Баташева (1893 — 1951). Муж — Митрофан Павлович Котелевский. Жили в Томилино, Московской области. Детей, по имеющейся информации, не было.
- Варвара Никитична Баташева (1894 — ???)[32] — умерла до революции от чахотки.
- Мария (Боба) Никитична Баташева (1895 — 1981). Муж — Николай Александрович Польской (корнет, юрисконсульт). Сын — Георгий Николаевич Польской (журналист, проживал в Москве). У Георгия Николаевича, по данным, есть дочь Лаура. Мария (Боба) вышла замуж за Польского без разрешения. Он был из простой семьи и незаконнорождённый от некоего грузинского князя. У Марии был второй брак с Михайловым. Впоследствии, обоих забрали по доносу. Сестра Екатерина Никитична и её муж Петр Афонасьевич помогли  Екатерине избежать участи, и забрали её к себе в Дрезну. Мужа, Михайлова, в итоге оправдали посмертно.